# 馬納斯
马纳斯（羅馬化：Manas；库梅克语：Манас）是俄罗斯达吉斯坦共和国的市级镇，属卡拉布达赫肯特区，在区行政中心卡拉布达赫肯特东偏北、共和国首府马哈奇卡拉南偏东方。该地位于北高加索铁路线上，有铁路车站马纳斯站。
该地2021年人口有6,289人；2010年人口5,357人；2002年人口4,872人。